# Catedral de Santo Domingo (Basco)
La Catedral de Santo Domingo o bien Catedral de Basco es una iglesia católica ubicada en la localidad de Basco, el norte de la isla de Batan, Batanes, en el país asiático de Filipinas. Debido a que Batanes fue nombrada "Provincia de la Concepción" en los registros religiosos en el momento de su creación, la primera iglesia fue dedicada a Nuestra Señora de la Inmaculada Concepción, Patrona de la Prelatura de Batanes. Se especula que la imagen de la Inmaculada Concepción fue traída a Batanes durante la expedición de 1783. Como iglesia, lleva el nombre de la iglesia de Santo Domingo, en honor a la Patrona de la capital de Batanes, la ciudad de Basco.